# Куяу, Конрад
Конрад Пауль Куя́у (нем. Konrad Paul Kujau; 27 июня 1938, Лёбау — 12 сентября 2000, Штутгарт) — немецкий художник, фальсификатор и акционист. В 1983 году прославился фальсификацией дневников Гитлера, которые он продал за 9,3 млн немецких марок журналу Stern.

## Биография
Конрад Куяу потерялся в феврале 1945 года при бомбардировке Дрездена и до 1951, пока не нашлись родители, воспитывался в детском доме. Окончил среднюю школу в родном городе, со школы увлекался рисованием, его карикатуры публиковались в различных периодических изданиях. Зарабатывал карманные деньги на продаже поддельных автографов политиков ГДР. В 1957 году Куяу переехал в Западный Берлин, в 1958 году поступил учиться в Штутгартскую художественную академию, где познакомился с художниками-реставраторами. В 1961 году Куяу бросил учёбу и занялся искусством.
Через группу бывших нацистов Куяу познакомился с гамбургским репортёром Гердом Хайдеманом, а через него вышел на журнал Stern. До 5 мая 1983 года, когда была раскрыта фальсификация, Куяу продал журналу 62 тома так называемых «дневников Гитлера», выручив за них 9,3 млн немецких марок. В 1980 году несколько поддельных документов работы Куяу оказались включены в документальное издание ничего не заподозрившего историка Эберхарда Еккеля. Подделки Куяу были выполнены настолько искусно как по содержанию, так и по внешнему виду, что в течение нескольких недель заставили заблуждаться даже признанного эксперта Хью Тревор-Ропера. Дневники Гитлера были признаны фальшивыми только после проведения химического анализа бумаги в Федеральном архиве Германии в Кобленце. В июле 1985 года Гамбургский земельный суд признал Конрада Куяу виновным в мошенничестве и приговорил его к четырём с половиной годам тюремного заключения. Куяу отбыл три года заключения и вышел на свободу в связи с тяжёлой формой рака гортани.
Куяу сумел извлечь выгоду из приобретённой популярности. На Spiegel-TV он выступал в качестве эксперта по фальсификациям по делу Уве Баршеля, затем открыл собственную мастерскую, где официально торговал «настоящими фальсификатами работы Куяу» — копиями картин художников различных эпох и направлений, снабжённых помимо подписи автора подписью Куяу. Настоящие фальсификаты Куяу были так популярны, что подделывать стали уже их самих. Куяу прибавила известности и экранизация истории фальсифицированных дневников Гитлера в 1992 году. В 1995 году Конрад Куяу вместе с Rock & Roll Junkies выпустил музыкальный альбом с песнями о скандале с фальсификациями.
В 1994 году Куяу баллотировался в бундестаг от партии автомобилистов. В 1996 году являлся кандидатом в обер-бургомистры Штутгарта и получил 901 голос. В последние годы жизни Куяу занимался живописью в своей мастерской и участвовал в художественных выставках. Умер от рака желудка и был похоронен на лютеранском кладбище в родном Лёбау.